# Салліван (округ, Нью-Гемпшир)
Шаблон:StateAbbr_ 43°20′39″ пн. ш. 72°14′50″ зх. д. / 43.344166666667° пн. ш. 72.247222222222° зх. д.
Округ  Салліван (англ. Sullivan County) — округ (графство) у штаті  Нью-Гемпшир, США. Ідентифікатор округу 33019.

## Історія
Округ утворений 1827 року.

## Демографія
За даними перепису 
2000 року 
загальне населення округу становило 40458 осіб, зокрема міського населення було 14973, а сільського — 25485.
Серед мешканців округу чоловіків було 19928, а жінок — 20530. В окрузі було 16530 домогосподарств, 11179 родин, які мешкали в 20158 будинках.
Середній розмір родини становив 2,88.
Віковий розподіл населення поданий у таблиці:
| Стать    | До 15 років | 15-21 | 22-29 | 30-39 | 40-49 | 50-65 | 65-85 | Понад 85 |
| -------- | ----------- | ----- | ----- | ----- | ----- | ----- | ----- | -------- |
| Чоловіки | 4148        | 1678  | 1625  | 2865  | 3314  | 3534  | 2526  | 238      |
| Жінки    | 3794        | 1555  | 1626  | 2963  | 3334  | 3638  | 3125  | 495      |

## Суміжні округи
- Ґрафтон — північ
- Меррімак — схід
- Гіллсборо — південний схід
- Чешир — південь
- Віндем, Вермонт — південний захід
- Віндзор, Вермонт — захід

## Виноски
1. ↑  U.S. Decennial Census. United States Census Bureau. Архів оригіналу за 12 травня 2015. Процитовано 27 грудня 2014.
2. ↑  Historical Census Browser. University of Virginia Library. Архів оригіналу за 11 серпня 2012. Процитовано 27 грудня 2014.
3. ↑  Population of Counties by Decennial Census: 1900 to 1990. United States Census Bureau. Архів оригіналу за 9 листопада 2014. Процитовано 27 грудня 2014.
4. ↑  Census 2000 PHC-T-4. Ranking Tables for Counties: 1990 and 2000 (PDF). United States Census Bureau. Архів оригіналу (PDF) за 18 грудня 2014. Процитовано 27 грудня 2014.
5. ↑  State & County QuickFacts. United States Census Bureau. Архів оригіналу за 5 вересня 2015. Процитовано 24 вересня 2013. [Архівовано 2011-08-01 у Wayback Machine.](англ.) Наведено за англійською вікіпедією.
6. ↑  American FactFinder. Бюро перепису населення США. Архів оригіналу за 26 лютого 2012. Процитовано 31 січня 2008. [Архівовано 2008-05-21 у Wayback Machine.]

| США | Це незавершена стаття з географії США. Ви можете допомогти проєкту, виправивши або дописавши її. |